# Alceo Galliera
Alceo Galliera (Milano, 3 maggio 1910 – Brescia, 21 aprile 1996) è stato un organista e direttore d'orchestra italiano.

## Biografia
Si diplomò presso il Conservatorio Giuseppe Verdi di Milano in pianoforte, organo (sotto la guida del padre Arnaldo), composizione e direzione d'orchestra.

Nel 1932, a soli 22 anni, subentrò al padre presso la cattedra di organo dello stesso conservatorio ed ebbe tra i suoi allievi importanti organisti e compositori come Luigi Molfino, Luigi Benedetti e la sua futura moglie e  organista bresciana Eva Frick.
L'attività come didatta e concertista d'organo lasciò presto il passo a quella di direttore d'orchestra, che lo rese famoso a livello internazionale e che, nel secondo dopoguerra, lo porterà a dirigere alcune tra le più famose orchestre del tempo, come l'Orchestra del Teatro alla Scala di Milano, la Melbourne Symphony Orchestra e la Philharmonia Orchestra di Londra. 
 
Collaborò con grandi solisti come Artur Schnabel, Jacques Thibaud, Arturo Benedetti Michelangeli, Claudio Arrau, Géza Anda, Dinu Lipatti, Clara Haskil, Walter Gieseking, Werner Haas, Pierre Fournier, Nathan Milstein, Michael Rabin, David Oistrakh, Arthur Grumiaux, Tibor Varga, Dennis Brain con i quali ha effettuato anche memorabili incisioni. In campo operistico realizzò nel 1957 una storica incisione del Barbiere di Siviglia con la Philharmonia Orchestra e interpreti del calibro di Tito Gobbi e Maria Callas. Ha inciso inoltre opere di svariati autori con grandi cantanti come Anna Moffo, Nicolai Gedda, Elisabeth Schwarzkopf.
Fu anche docente nei corsi di perfezionamento dell'Accademia Musicale Chigiana, avendo tra i suoi allievi Claudio Abbado e Zubin Mehta.